# プラタニーア
プラタニーア（イタリア語: Platania）は、イタリア共和国カラブリア州カタンザーロ県にある、人口約2,100人の基礎自治体（コムーネ）。

## 地理

### 位置・広がり

#### 隣接コムーネ
隣接するコムーネは以下の通り。
- コンフレンティ
- デコッラトゥーラ
- ラメーツィア・テルメ
- セッラストレッタ